# Li Ning
Li Ning (李宁S, Lǐ NíngP; Laibin, 10 marzo 1963) è un ex ginnasta e imprenditore cinese, vincitore di 6 medaglie ai Giochi della XXIII Olimpiade nella ginnastica.
È stato l'ultimo tedoforo ai Giochi della XXIX Olimpiade di Pechino nel 2008.
Ha fondato la Li Ning Company Limited, azienda produttrice di abbigliamento e articoli sportivi.

## Palmarès
| Anno | Manifestazione  | Sede        | Evento               | Risultato |
| ---- | --------------- | ----------- | -------------------- | --------- |
| 1984 | Giochi olimpici | Los Angeles | Corpo libero         | Oro       |
| 1984 | Giochi olimpici | Los Angeles | Cavallo              | Oro       |
| 1984 | Giochi olimpici | Los Angeles | Anelli               | Oro       |
| 1984 | Giochi olimpici | Los Angeles | Volteggio            | Argento   |
| 1984 | Giochi olimpici | Los Angeles | Concorso a squadre   | Argento   |
| 1984 | Giochi olimpici | Los Angeles | Concorso individuale | Bronzo    |